# Mines de Vallcebre
Les Mines de Vallcebre són unes antigues mines, actualment tancades, ubicades a la conca de lignits de Vallcebre-Fígols, que forma part de la sèrie garumniana del mantell inferior del Pedraforca.
La part oriental del mantell inferior del Pedraforca, a la zona de Vilada-la Pobla, forma una rampa lateral de direcció EN-SW, la qual produeix estructures de direcció obliqua a la direcció general de transport nord-sud. La interferència dels plecs de direcció E-W amb els produïts per la rampa dona unes estructures en forma de dues cubetes separades per un anticlinal N-S (vall del Llobregat). La cubeta oriental és la de la Nou (també hi havia mines de lignits) i l'occidental és la de Vallcebre, lloc on s'han portat a terme les explotacions de carbó a Vallcebre, Fígols - Sant Corneli i Fumanya.
Per una part és una zona molt sensible en el àmbit socio-cultural, ja que la mineria ha estat, durant molts anys, la base de l'economia. Donat que, actualment, les mines estan tancades, la seva presència existeix tant d'una manera física, com ho demostren les restes de les explotacions, com a la memòria col·lectiva de la societat berguedana. Aquest geòtop destaca per mostrar processos de fàcies i sedimentaris relacionats amb la sedimentació del membre carbonós de la part inferior del Garumnià. També són de gran interès al geòtop els processos diagenètics de transformació dels sediments carbonosos en lignit.